# سوپر تروپر (ترانه)
«سوپر تروپر» (انگلیسی: Super Trouper) ترانه‌ای از گروه موسیقی سوئدی آبا است که در سال ۱۹۸۰ منتشر شد. این ترانه را آنی-فرید لینگستاد خواند. نام ترانه به نوعی نورافکن صحنه اشاره دارد که در مکان‌های بزرگ همچون سال‌های نمایش و کنسرت مورد استفاده قرار می‌گیرد.

## جداول موسیقی
| جدول (۱۹۸۱–۱۹۸۰)                           | بالاترین رتبه |
| ------------------------------------------ | ------------- |
| استرالیا (گزارش موسیقی کنت)                | ۷۷            |
| اتریش (او۳ تاپ ۴۰ اتریش)                   | ۳             |
| بلژیک (اولتراتاپ ۵۰ فلاندرز)               | ۱             |
| تک‌آهنگ‌های برتر کانادا (آرپی‌ام)             | ۳۲            |
| فنلاند (جدول‌های رسمی فنلاند)               | ۸             |
| ایرلند (ایرما)                             | ۱             |
| اسرائیل (سازمان رادیو و تلویزیون اسرائیل)  | ۲             |
| هلند (۴۰ آهنگ برتر)                        | ۱             |
| هلند (۱۰۰ تک‌آهنگ برتر)                     | ۱             |
| نروژ (وی‌جی-لیستا)                          | ۱             |
| اسپانیا (تهیه‌کنندگان موسیقی اسپانیا)       | ۱             |
| سوئد (فهرست برترین‌های سوئد)                | ۱۱            |
| سوئیس (شوایزر هیت‌پاراد)                    | ۳             |
| تک‌آهنگ‌های بریتانیا (اوسی‌سی)                | ۱             |
| بیلبورد هات ۱۰۰ ایالات متحده               | ۴۵            |
| ترانه‌های باشگاه رقص ایالات متحده (بیلبورد) | ۱             |
| ۱۰۰ تک‌آهنگ برتر کش‌باکس آمریکا              | ۶۴            |
| آلمان غربی (جدول‌های رسمی آلمان)            | ۱             |

| جدول (۱۹۸۰)                         | رتبه |
| ----------------------------------- | ---- |
| بلژیگ (اواتراتاپ ۵۰ فلاندرز)        | ۵۳   |
| هلند (۴۰ آهنگ برتر هلند)            | ۷۳   |
| هلند (۱۰۰ تک‌آهنگ برتر هلند)         | ۴۲   |
| جدول تک‌آهنگ‌های بریتانی (اوسی‌سی)     | ۴    |
| جدول (۱۹۸۱)                         | رتبه |
| اتریش (او۳ تاپ ۴۰ اتریش)            | ۵    |
| بلژیک (اولتراتاپ ۵۰ فلاندرز)        | ۶۲   |
| آلمان غربی (رتبه‌بندی سرگرمی جی‌اف‌کی) | ۱۱   |

## گواهینامه‌ها و فروش
| منطقه                            | گواهی | واحد گواهی‌شده/فروش |
| -------------------------------- | ----- | ------------------ |
| فرانسه                           | —     | ۴۰۰٬۰۰۰            |
| روسیه (ان‌اف‌پی‌اف) نوای زنگ        | طلا   | ۱۰۰٬۰۰۰*           |
| بریتانیا (بی‌پی‌آی)                | طلا   | ۹۸۲٬۰۰۰            |
| * رقم فروش تنها بر پایهٔ گواهی‌ها. |       |                    |